# Reial Acadèmia Catalana de Belles Arts de Sant Jordi

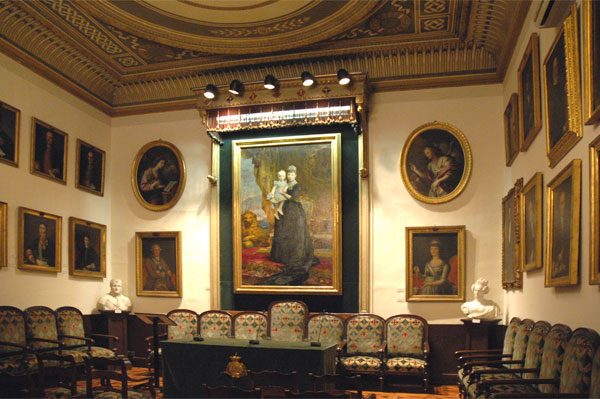
Halle der Akademie, in der zweiten Etage des Llotja de Mar, Barcelona

Die Reial Acadèmia Catalana de Belles Arts de Sant Jordi (katal.) oder Real Academia Catalana de Bellas Artes de San Jorge (kastil.), auch als Escola de Belles Arts de Barcelona (‚Akademie der Schönen Künste von Barcelona‘) bekannt, ist die im Ursprung 1775 gegründete Königlich-Katalanische Akademie der Schönen Künste Sankt Georg mit Sitz in Barcelona (Katalonien). Im Volksmund wird sie auch nach dem sie ursprünglich beherbergenden Gebäude Llotja de Barcelona als Escola de la Llotja oder einfach La Llotja benannt.
Sie ist die wichtigste katalanische Institution für die professionelle Künstlerausbildung in Barcelona. Vom 18. bis zum 20. Jahrhundert wurden hier einige der bekanntesten Künstler Kataloniens ausgebildet, u. a. Damià Campeny, Marià Fortuny, Josep Tapiró, Ramon Martí i Alsina, Isidre Nonell, Joaquim Mir und Pablo Picasso.

## Geschichte

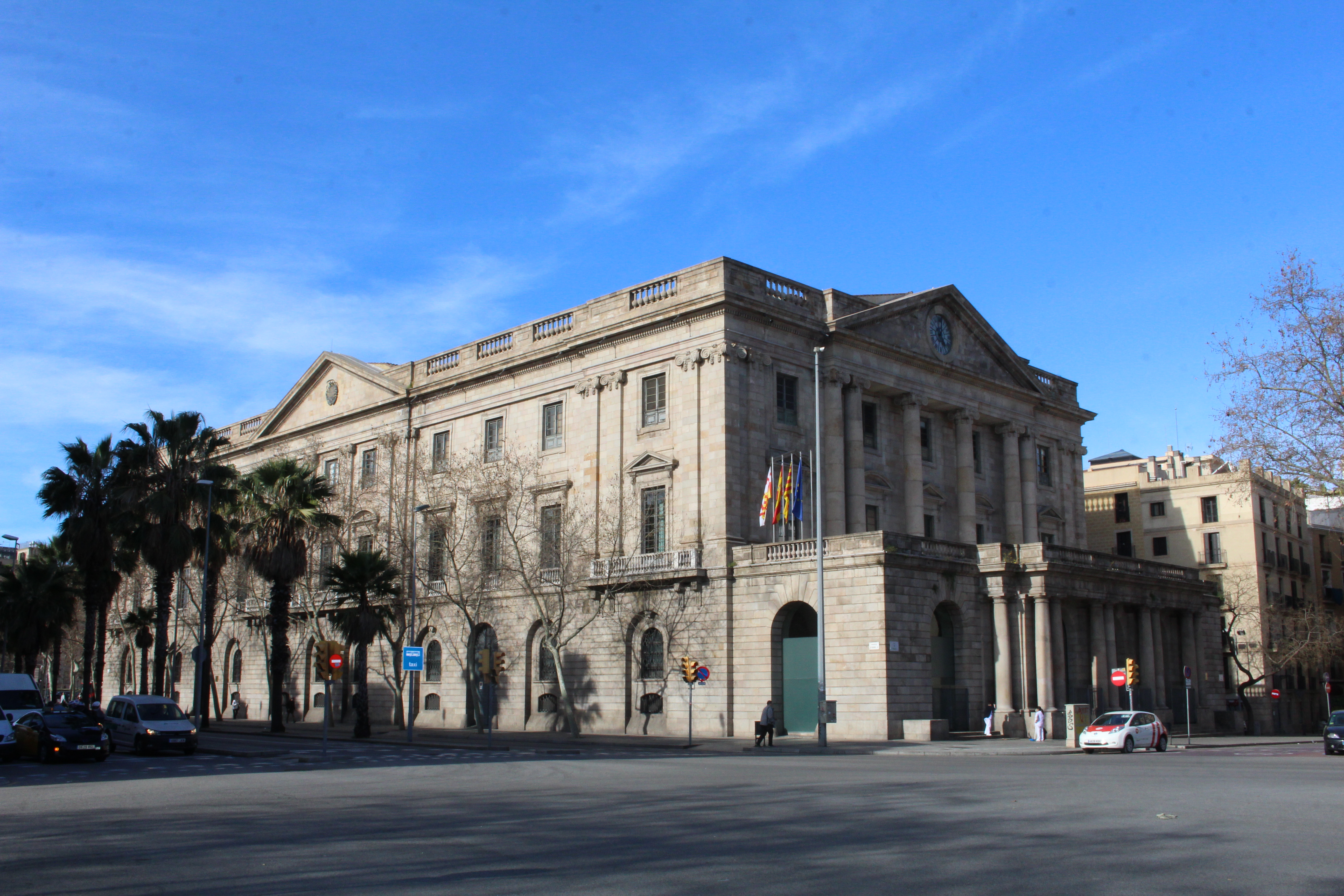
Llotja von Barcelona, erster Sitz der Kunstakademie

Die ursprünglich als „(gebühren-)freie Schule für Gestaltung“ (Escola Gratuïta de Disseny) bekannte Kunstschule, an der neben Malerei auch bald Bildhauerei und Architektur gelehrt wurde, wurde vom katalanischen Handelsrat gegründet. Ab 1849 gehörte die Barcelonische Kunstschule offiziell zu den Acadèmies Provincilas de Belles Arts Spaniens und erhielt 1900 ihre Unabhängigkeit. Heute gliedert sich die Akademie, zu deren Studienangebot mittlerweile auch Musik und andere Künste zählen, in die Fakultät für Schöne Künste der Universität Barcelona und die Kunst- und Gewerbeschule Escola Superior de Disseny i d’Art Llotja. 1930 verlor sie ihren Charakter als Provinzakademie Spaniens und versteht sich von da an als katalanische Kunstakademie. Die Akademie ist örtlich in dem neoklassischen Gebäude der Llotja von Barcelona untergebracht. Aus diesem Grund wird sie im Volksmund oft einfach „La Llotja“ genannt.
Die Anfänge der Kunstakademie liegen in der Escola Gratuïta de Disseny (‚Gebührenfreie Akademie für Design und Entwurf‘), die später umbenannt wurde in Escola de Nobles Arts (‚Akademie der noblen Künste‘). 1775 etablierte die Handwerkskammer, die Junta de Commerç, die Kunstakademie im Gebäude der Llotja von Barcelona. 1789 hatte die Kunstakademie bereits Niederlassungen in Olot, Mallorca, Tàrrega, Girona, Saragossa und Jaca. Von 1809 bis 1814, während des französischen Krieges, wurde die Schule von Josep Flaugier geleitet. 1817 wurde Architektur und 1834 Ornamentik zur Unterstützung für die Modelle und Zeichnungen der Textilindustrie als Studiengang eingerichtet. 1850 wurde die Kunstakademie der Acadèmia Provincial de Belles Arts unterstellt. 1851 traten Pau Milà i Fontanals und Claudi Lorenzale als Professoren in die Akademie ein. Dieser Wechsel im Lehrpersonal bedeutete eine Änderung in der künstlerischen Ausrichtung der Akademie, weg von der bereits als dekadent empfundenen neoklassischen Ästhetik zu einer nazarenischen Romantik. 1892 wurde die Kunstakademie der Universität angegliedert.
Im Jahr 1900 wurden alle Kunstakademien der Escola Provincial de Belles Arts in Escoles d’Arts i Indústries umbenannt. Der anwendungsbezogenen Kunst wurde mehr Raum gegeben. Dies bedeutete auf pädagogischer Seite eine Verbesserung der Ausbildung in den Techniken. Die anachronistische Methode des Kopierens von Werken wurde durch die dreidimensionale Modellierung als pädagogischer Methode ersetzt. 1901 wurde die Kunstakademie umbenannt in Escola Superior d’Arts, Indústries i Belles Arts und 1924 in Escola d’Arts i Oficis Artístics i Belles Arts. Die anwendungsorientierte Kunstausbildung schlägt sich in den Namen nieder.

## Die Teilung der Akademie
1940 wurde die Schule aufgeteilt in die:

### Escola de Belles Arts de Sant Jordi
Die Escola de Belles Arts de Sant Jordi wurde zunächst im Gebäude der „Borsí“ (kleine Börse, Casino Mercantil) untergebracht. 1967 wurde sie ins Universitätsviertel umgesiedelt. 1977 erhielt die Akademie den Status einer offiziellen Universität für Kunst.

### Escola d'Arts i Oficis
Die Escola d'Arts i Oficis wurde 1963 in Escola d’Arts Aplicades i Oficis Artístics umbenannt. Diese auf die Vermittlung von anwendungsorientierter Kunst spezialisierte Institution verblieb im Gebäude „Borsí“ und wird heute oft einfach La Llotja genannt. Sie wurde in den letzten Jahren in neue Räumlichkeiten in den Barceloneser Stadtteil Sant Gervasi de Cassoles verlegt.

## Absolventen
- Damià Campeny (1771–1855), Bildhauer
- Marià Fortuny (1838–1874), Maler
- Josep Tapiró (1836–1913), Maler und Aquarellist
- Ramon Martí i Alsina (1826–1894), Maler
- Isidre Nonell (1872–1911), Maler, Zeichner und Karikaturist
- Joaquim Mir (1873–1940), Maler
- Pablo Picasso (1881–1973), Maler, Grafiker und Bildhauer